# Ernst Lissauer

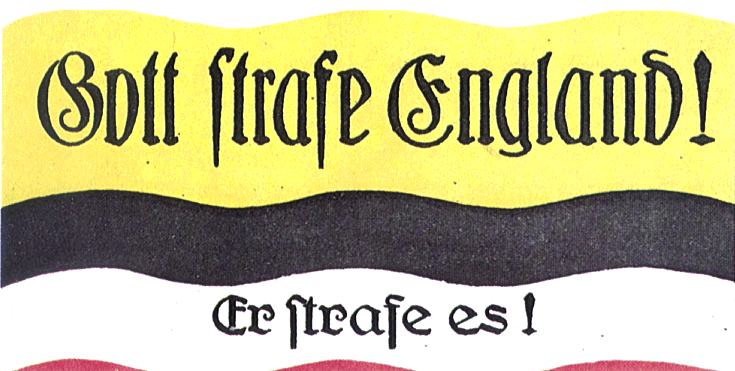
Vykort från år 1916.

Ernst Lissauer, född 16 december 1882 i Berlin, död 10 december 1937 i Wien, var en tysk-judisk författare, dramatiker och lyriker.
Lissauer utgav en rad diktsamlingar som Der Acker (1907), Der Storm (1912), Die ewigen Pfingsten (1919) Der inwendige Weg (1920) samt åtskilliga teaterstycken. Ryktbarhet nådde han genom sin Hassgesang gegen England (Gott strafe England, 1914).
Lissauer, vän till Stefan Zweig, var nationalist och hängiven den preussiska traditionen. Trots det kom han att kritiseras av den allt starkare antisemitiska rörelsen under mellankrigstiden. Lissauer själv kom att ångra att han skrev sin Hassgesang.